# Зигмунт Добжанський

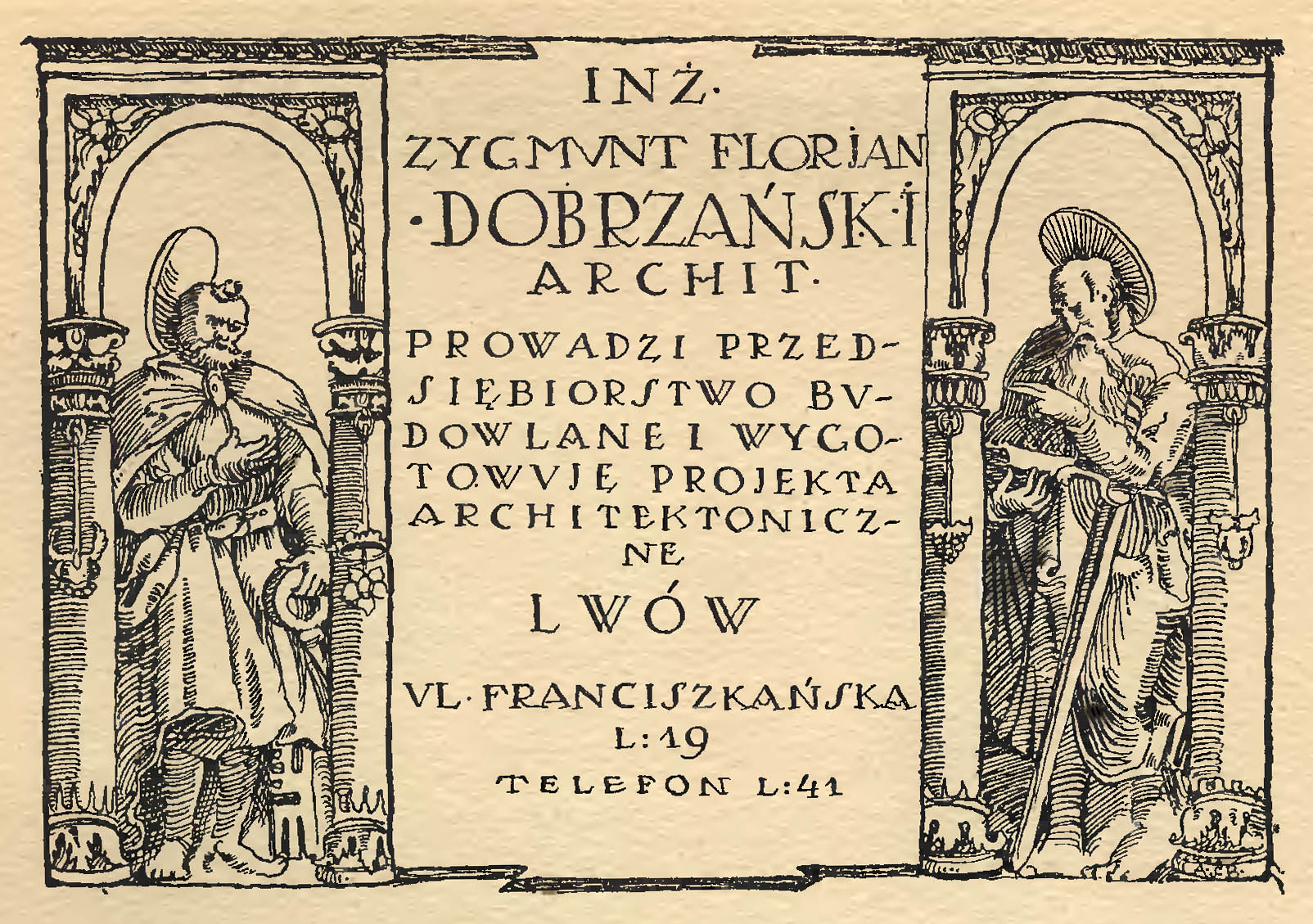
Оголошення в «Архітектурному річнику», 1914

Зигмунт Флоріан Добжанський (пол. Zygmunt Florian Dobrzański, 1876, Львів — 11 липня 1918, Відень) — архітектор.

## Біографія
Народився 1876 року у Львові. 1905 року закінчив архітектурний відділ Цісарсько-королівської політехнічної школи. У 1904—1906 роках був асистентом у Промисловій школі у Львові. 1902 року спільно з Вацлавом Кшижановським та Мар'яном Гейтцманом заснував Союз студентів архітектури у Львові (перше зібрання відбулося 1903 року).
Член Товариства любителів історії і пам'яток Кракова. 23 березня 1910 року став членом Політехнічного товариства у Львові. Того ж року належав до організаційного комітету архітектурної виставки у Львові. Член Кола польських архітекторів у Львові, входив до правління. Взяв участь у П'ятому з'їзді техніків, який відбувався 8—11 вересня 1910 у Львові, де зачитав реферат «Про фотографування пам'яток і відношення архітекторів до їхньої охорони». Помер у Відні.
Роботи
- Перебудова церкви Преображення Господнього в Ярославі (1907—1910)[1][10].
- Житловий будинок у стилі ретроспективного модерну на вулиці Союзу Українок, 8 у Львові (1910)[1].
- Житлові будинки на вулиці Коновальця, 34—36 у Львові (1910—1911)[1].
- Будинок товариства ремісників «Зірка» (пол. «Gwiazda») на вулиці Тараса Бобанича, 7 у Львові (1912)[9].
- Блок житлових будинків у стилі раціональної сецесії з бароковими стилізаціями для працівників Крайового банку на вулиці Митрополита Андрея, 2—8 у Львові (1912)[9].
- Проєкт нового поштамту у стилі модернізованого галицького ренесансу на вулиці Чупринки, будівництво не завершено (1914)[9].

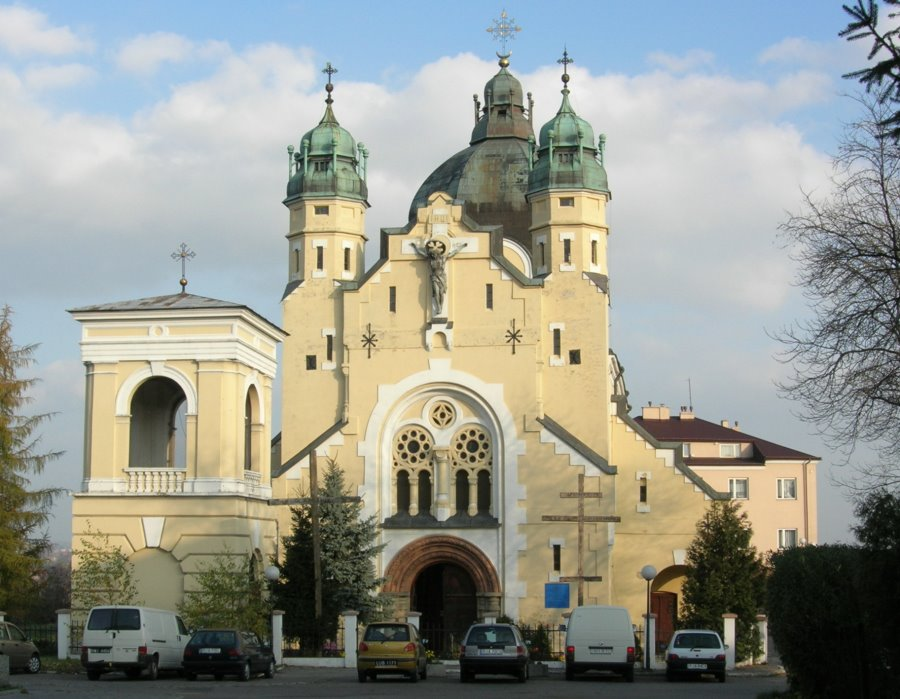
Церква Преображення Господнього (м. Ярослав)
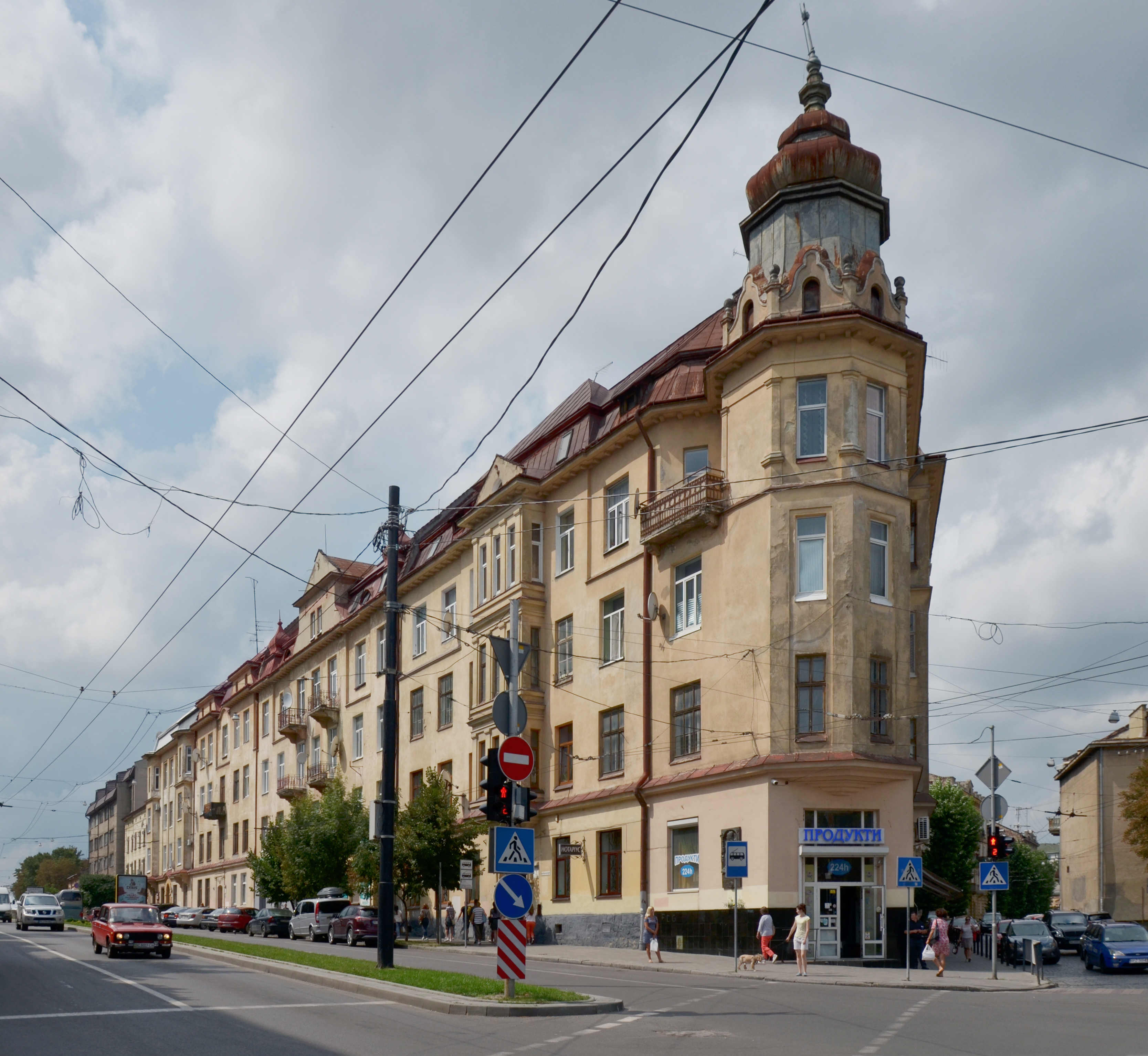
Блок житлових будинків (вул. Митрополита Андрея, 2—8)
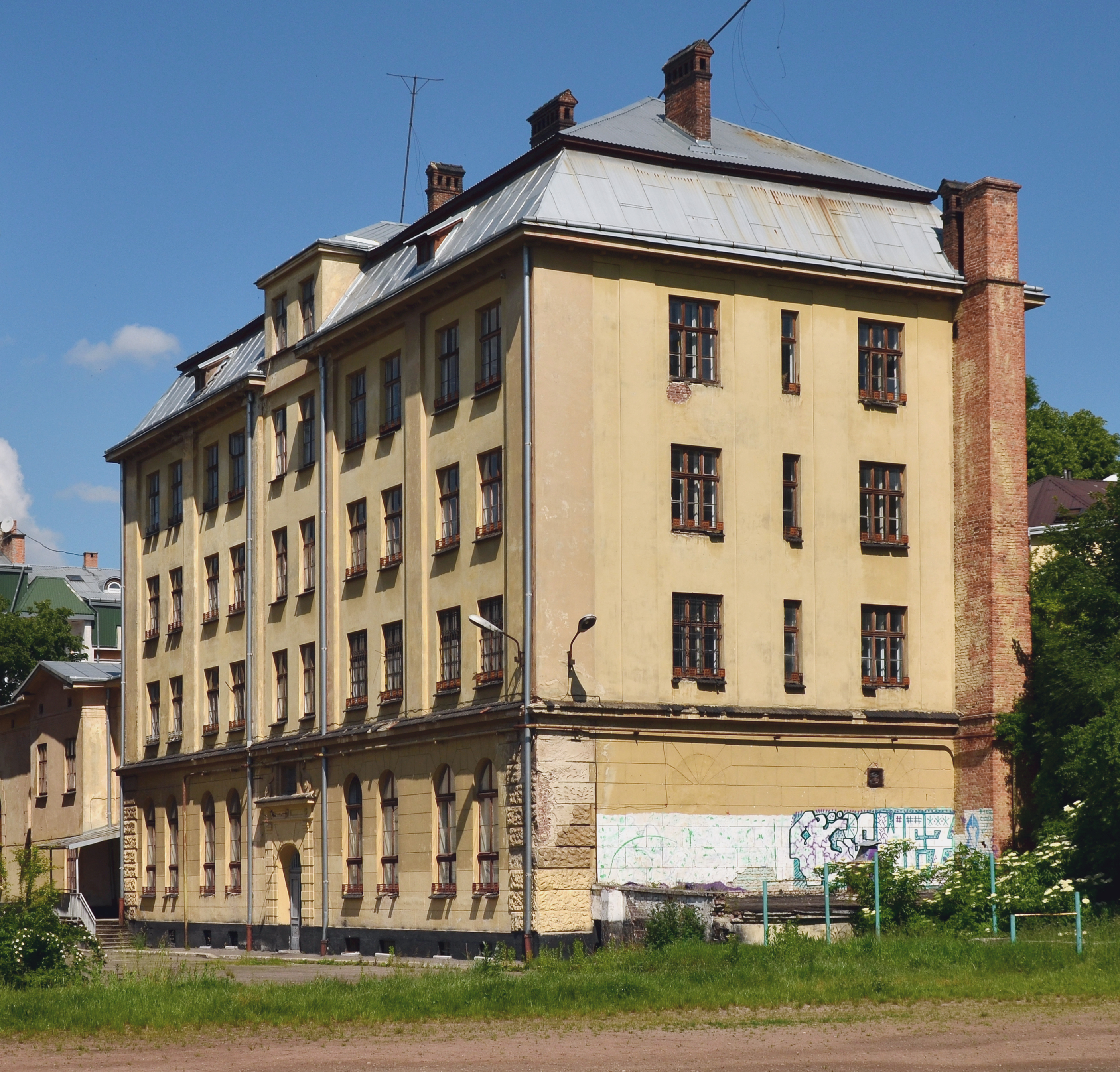
Будинок товариства ремісників «Gwiazda» («Зірка») (вул. Тараса Бобанича, 7)
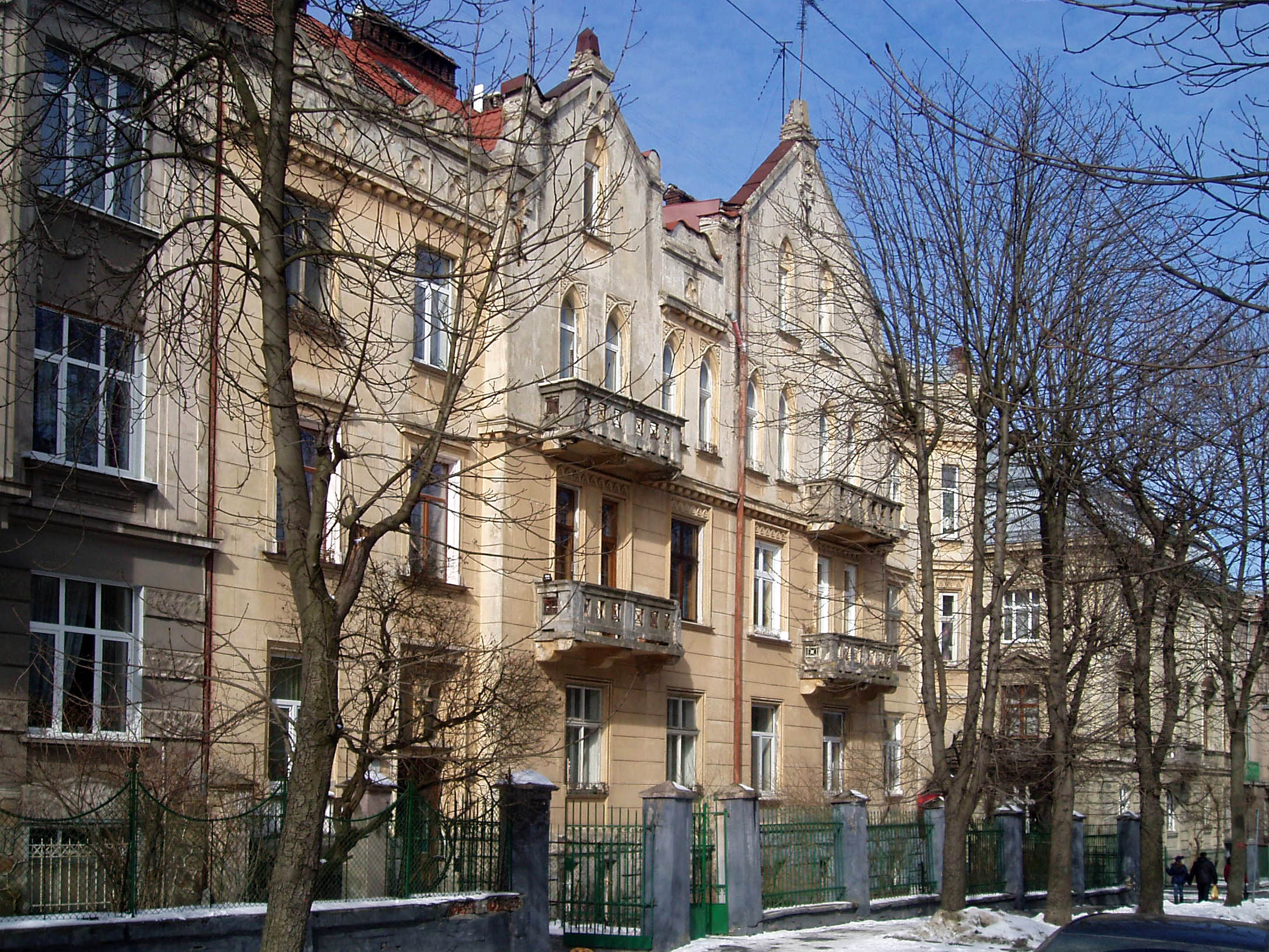
Житловий будинок (вул. Коновальця, 34)